# Tetragnatha stellarum
Tetragnatha stellarum este o specie de păianjeni din genul Tetragnatha, familia Tetragnathidae, descrisă de Chrysanthus, 1975. Conform Catalogue of Life specia Tetragnatha stellarum nu are subspecii cunoscute.